# 互联网域名管理办法
《互联网域名管理办法》（簡稱域名管理办法）是中華人民共和國一條施行中的部门规章。该部门规章於2016年3月25日對修訂公開征求意见，目的是監管互联网域名注冊服务，並落实网络实名制。
2017年9月1日，工信部公布修订后的《互联网域名管理办法》将自2017年11月1日起施行。

## 背景
中華人民共和國政府對互联网服務的重視早在2010年6月已可見，當時公布的《中国互联网状况》白皮书已形容「互联网是国家重要基础设施，中华人民共和国境内的互联网属于中国主权管辖范围」。中國共產黨中央委員會總書記習近平亦在世界互聯網大會強調「國家網絡主權」。
北京當局多次實施监察、监督、審查及管理互联网的政策，例子包括2000年9月国务院通過《互联网信息服务管理办法》，促使商務或資訊網站必須進行進行ICP備案（向政府注冊负责人資料、網站性質及服務項目）且通過審查，否則网站的連接可能被強行封鎖、2005年信息产业部亦通過《互联网IP地址备案管理办法》對IP位址建立备案及管理制度。

## 歷史
2002年3月，中华人民共和国信息产业部部务会议通过《中国互联网络域名管理办法》，並在2002年9月開始實行。條例主要內容是規定域名注册服务商必須备案、备案的條件、方法及其他守則。2015年4月30日條例被提及將會全面修改，同年11月，工业和信息化部政策法规司、信息通信管理局在威海组织召开了互联网域名管理立法座谈会，後來政策法规司發新聞稿表示「在讨论、交流後，进一步明确了《办法》修订的必要性」。

## 修法進展
2016年3月25日，工业和信息化部於政府網頁公佈已起草《互联网域名管理办法（修订征求意见稿）》，並向社会公开征求意见，工信部稱目的為「规范互联网域名服务活动，保护用户合法权益，保障互联网域名系统安全、可靠运行，推动中文域名和国家顶级域名发展和应用，促进中国互联网健康发展。落实《国务院关于取消和调整一批行政审批项目等事项的决定》有关规定」，起草该草案。意见收集為期一個月。2016年12月27日，工业和信息化部於網頁表示2017年工作重点之一是“互联网基础管理专项行动”，並將會「完善域名、IP地址与网站联动管理机制」、「严格落实域名注册实名制，推动域名实名等相关标准出台」。
2017年1月11日，新華網報導，《互联网域名管理办法》修订工作已经“接近尾声，有望尽快出台”。
2017年9月1日，中华人民共和国工业和信息化部公布，中华人民共和国工业和信息化部令第43号《互联网域名管理办法》已经2017年8月16日工业和信息化部第32次部务会议审议通过，该规章將會在2017年11月1日起施行。原信息产业部2004年11月5日公布的《中国互联网络域名管理办法》（原信息产业部令第30号）同时废止。

## 主要修訂內容
互联网域名管理办法修订征求意见稿稱：
- 必須滿足一定條件而且得到政府的許可，才可以在境内設立服务器或域名注册服务機構。 [14]
- 域名注册服务機構必須建立域名注册保留字制度。[15]
- 域名注册服务機構必須先對域名進行審查才可提供注冊服務。[16]
- 如連接到不屬於境內域名注册服务機構管理的域名，網絡服务供應商必須拒絕該連接。 [17]
- 網絡服務供應商若為未有註冊的域名提供域名解析服務，將被罰款一萬至三萬元人民幣。 [18]
- 域名解析服务不可更改解析定向，不可重定向到提供違法資訊的網站。 [19]

## 質疑
有專家認為，修改後的域名管理法意味著，海外机构想发展中国业务，“最好和中国合作」。
香港中文大學網絡政策專家徐洛文表示，《辦法》的規定很模糊，甚至「可以被用來封鎖一切沒有在中國大陸註冊的域名」。
有媒體指出，「在中國目前的網站備案系統中，雖然服務器被要求必須在境內，但域名可以在境外。因此一些網站就算服務器被封，其域名擁有者還有機會進行重建；但新的《辦法》使得境內網站的服務器和域名可以同時被封，徹底失去重建的機會。」。或認為，「如果這一規定適用於所有的網站，它將產生重大的影響，其效果是將中國從全球互聯網中分割出去。」。

### 官方回應
工信部於2016年3月30日表示，“该办法与全球域名管理体系没有根本性冲突，相关条款重点要求在境内接入的网站应使用境内注册的域名，不涉及在境外接入的网站，不影响用户访问相关网络内容，不影响外国企业在华正常开展业务”。